# Круглов, Евгений Анастасович
Евгений Анастасович Круглов (род. 19 марта 1958, Переславль-Залесский, Ярославская область) — советский и российский историк-антиковед, кандидат исторических наук, доцент кафедры зарубежной истории Башкирского государственного университета, исследователь истории и культуры Древней Греции, греческой мифологии доолимпийского периода.

## Биография
Родился в г. Переславле-Залесском Ярославской области. Отец, Анастас Константинович Мавридис, происходил из семьи ссыльных переселенцев, крымских греков, которые в годы ВОВ были высланы в Джамбульскую область Казахской ССР. Мама, Круглова Лидия Дмитриевна, закончив Московский педагогический институт, работала учителем русского языка и литературы. В период хрущевской оттепели, когда началась репатриация греков, отец уехал на историческую родину в Грецию. В 1975 году, окончив среднюю школу с золотой медалью, Е.А. Круглов поступил на исторический факультет Башкирского государственного университета. Специализировался по кафедре зарубежной истории, где его учителями были Р. Е. Ляст и Т. Ф. Пиленкова.
В 1980 году поступил в аспирантуру Ленинградского государственного университета. В 1984 году защитил кандидатскую диссертацию «Греко-карийское государство в IV в. до н. э.» под руководством Ю. В. Андреева.
В 1985 году начал работать ассистентом на кафедре всеобщей истории БашГУ, первые четыре года преподавая на вечернем и заочном отделениях. В 1989—2020 годах был доцентом кафедры археологии, древней и средневековой истории. В начале 2000-х годов был заместителем декана по научной работе.
В 2009 году присвоено звание «Заслуженный работник образования Республики Башкортостан».
В 1989—1991 годах был руководителем археологической практики студентов истфака, проходившей в Керчи.
Читает курсы истории Древнего мира, истории культуры (Древний мир), римского права.
С 1997 года и по сей день руководит кружком «Древности Евразии».
Активно сотрудничает с региональной общественной организацией Общество греков «Ксимерома».

## Научная деятельность
Область научных интересов — античный мир эпохи эллинизма, ранневизантийский период, культурные связи антично-византийского мира и народов Южного Урала, греческая мифология доолимпийского периода.
В кандидатской диссертации и ряде статей 80-90-х годов анализируется этнополитический феномен греко-карийского государства, прослеживается этногенез карийской народности, связи карийцев с крито-микенским миром, с цивилизацией Киклад. Географическое расположение Карии на границе мира эллинов и Востока стало причиной синкретизма в сфере социально-экономических отношений, оказало влияние на эволюцию сельских храмовых общин, основную форму организации местного населения. Карийские общины, организованные по восточному типу и возглавляемые жрецами, к эллинистическому периоду приобрели формы, сходные с античными общинами. Карийская государственность IV века до н. э. была результатом взаимодействия трех исторически сложившихся политических сил: местных общин и койнонов, греческих полисов, искони пользовавшихся здесь независимостью, и власти династов Карии.
В монографии «Этнокультурные контакты античной Анатолии и Урало-Камского региона Евразии» (2005) рассматриваются исторические условия установления контактов анатолийско-ранневизантийского мира с приуральской периферией античной ойкумены, анализируются взаимоотношения этносов регионов в VII в. до н. э. — VI в. н. э. Автор останавливается на свидетельствах античной традиции о полулегендарной фигуре Аристея Проконнесского (VII в. до н. э.), якобы побывавшего в регионе близ Рифейских гор и рассказывавшем об исседонах, аримаспах и гипербореях.
Ряд публикаций посвящен истории греческой диаспоры в России и на Южном Урале. Сборник статей «Наследники „греческого проекта“», подготовленный Е. А. Кругловым, посвящен судьбам греков, оказавшихся в XVIII - начале XX вв. в Оренбургской (Уфимской) губернии, рецепции античной культуры в России, депортации крымских греков в БАССР, положившей начало массовому греческому присутствию в регионе.

## Основные работы
- Греко-карийское государство VII—V вв. до н. э. // Античная гражданская община. Л., 1986. С. 48-59.
- Юго-западная Анатолия в протоэллинистический период (этнополитический аспект). Уфа: Изд-во БашГУ, 1998. 96 с.
- Очерки истории государства, религии и права Древнего Востока: Учеб. пособие. Уфа: Вост. ун-т, 1998. 76 с.
- Урал и антично-византийская цивилизация. Уфа: Изд-во БЭК, 1998. 34 с. (соавт. М. Ф. Обыденнов)
- Сокровища и клады Восточной России. Уфа: БЭК, 1998. 114 с. (соавт. М. Ф. Обыденнов)
- Очерки истории государства и права античной Греции: Учеб. пособие. Уфа: Вост. ун-т, 2000. 80 с.
- Греческие боги-огненосцы в Древнем Риме // Мнемон. Исследования и публикации по истории античного мира. Вып. 2. СПб., 2003. С. 205—226.
- Аристеева Гиперборея: «профанная» география или сакральный идеал? // Исседон (альманах по древней истории и культуре). Т. 2. Екатеринбург, 2003. С. 5-15.
- К вопросу о пребывании древних ариев на Южном Урале // Рукопожатие через Гималаи. Уфа: Изд-во БГПУ, 2003. С. 43-56. (соавт. Иванов В.А.)
- Этнокультурные контакты античной Анатолии и Урало-Камского региона Евразии (сер. I тыс. до н. э. — сер. I тыс. н. э.). Уфа, БашГУ, 2005. 178 с.
- Культ Аполлона Тельмесского (каро-ликийские истоки эллинистического учения Эвгемера) // Мнемон. Исследования и публикации по истории античного мира. Вып. 5. СПб., 2006. С. 363—374.
- Исследования по археологии, древней и средневековой истории в БашГУ. Уфа: Изд-во БашГУ, 2008. 226 с. (соавт. М. Ф. Обыденнов)
- Очерки истории античной Греции. Уфа, БашГУ, 2010. 102 с.
- Клады и сокровища народов Урала и Поволжья: (от древности до наших дней). Уфа: Китап, 2011. 143 с. (соавт. М. Ф. Обыденнов)
- Ближний Восток в древности. Уфа: БашГУ, 2012. 102 с.
- Наследники «греческого проекта» / отв. ред. Е.А. Круглов. Уфа: ОГ РБ, 2014. 136 с. (4 авторские статьи)
- Конь и всадник в мифах ранней Греции // Мир Евразии: от древности к современности. Сборник материалов Всероссийской научной конференции. Ответственный редактор Р. Р. Тухватуллин. 2019. С. 4-11[4].
- Введение во всеобщую историю: Учебное пособие / Бессилин Н.А., Гарипов Р.Ф., Круглов Е.А., Тухватуллин Р.Р., Усова Ю.С., Утягулов М.М., Хадимуллин Р.Р., Целищев А.О., Шаяхметов Ф.Ф. Уфа: БашГУ, 2020. 188 c.